# كاسيدي ولف
كاسيدي ماري ولف (بالإنجليزية: Cassidy Wolf)‏ (ولدت في 5 يوليو 1994) عارضة أزياء أمريكية وحاملة لقب مسابقة ملكة جمال سابقة بعد تتويجها
ملكة جمال مراهقات الولايات المتحدة الأمريكية 2013.

## روابط خارجية
- كاسيدي ولف على إنستغرام

| الجوائز و الإنجازات | الجوائز و الإنجازات                                                                    | الجوائز و الإنجازات |
| ------------------- | -------------------------------------------------------------------------------------- | ------------------- |
| سبقه لوغان ويست     | ملكة جمال مراهقات الولايات المتحدة الأمريكية ملكة جمال الولايات المتحدة الأمريكية 2013 | تبعه ك. لي غراهام   |
| سبقه أليكسا جونز    | ملكة جمال مراهقات كاليفورنيا الولايات المتحدة 2013                                     | تبعه Chloe Hatfield |